# Alex Peil
Alex Peil (* 1992 in Tjumen, Russische Föderation) ist ein deutscher Schauspieler.

## Leben
Alex Peil, in Westsibirien geboren, lebt seit seinem sechsten Lebensjahr in Deutschland.
Peil besuchte von 2011 bis 2014 die Filmschauspielschule Berlin. 2014 erhielt er die Siegelauszeichnung, einen Förderpreis für Nachwuchsschauspieler, des Verbands deutschsprachiger privater Schauspielschulen. Anschließend absolvierte er von 2015 bis 2019 ein Schauspielstudium an der Hochschule für Musik und Theater Hamburg, welches er im Frühjahr 2019 beendete. 
Während seines Studiums wirkte er zunächst in mehreren Produktionen auf der Studiobühne der Filmschauspielschule Berlin mit. 2014 trat er am Habbema-Theater in Berlin auf. Im Sommer 2015 gastierte er als Valère in Tartuffe (Regie: Darijan Mirhajlovic) im Monbijou Theater im Ensemble des Hexenkessel-Hoftheaters in Berlin. In der Spielzeit 2017/18 spielte er am Hamburger Thalia Theater in der Produktion Die rote Zora (Regie: Thomas Birkmeir).
Seit der Spielzeit 2019/20 ist Alex Peil festes Ensemblemitglied am Schlosstheater Celle. Dort debütierte er im September 2019 als jugendlicher Liebhaber Orlando in Wie es euch gefällt. Im November/Dezember 2019 steht er am Schlosstheater Celle in einer Theaterfassung von Fatih Akins Kinofilm Aus dem Nichts auf der Bühne.
Peil wirkte während seiner Ausbildung auch in einigen Film- und Fernsehproduktionen mit. In Folge 619 der Krankenhausserie In aller Freundschaft (2013) hatte er unter der Regie von Peter Wekwerth eine Episodenrolle an der Seite von David Schütter. 2015 stand er für zwei Folgen der Kinderserie Schloss Einstein vor der Kamera, die im März 2016 ausgestrahlt wurden. Im Kieler Tatort: Borowski und das Haus der Geister (Erstausstrahlung: September 2018) verkörperte er, an der Seite von Axel Milberg, den Veranstaltungstechniker Chris, den Freund der Hauptfigur Sinja (Mercedes Müller).
Außerdem spielte er 2017 im Musikvideo zum Lied Sommer ’89 (Er schnitt Löcher in den Zaun) der deutschen Indie-Rock-Band Kettcar mit.
Alex Peil lebt in Hamburg.

## Filmografie (Auswahl)
- 2013: Schicksale – und plötzlich ist alles anders (Fernsehserie, eine Folge)
- 2013: In aller Freundschaft: Überdruck (Fernsehserie, eine Folge)
- 2014: Endsieg (Abschlussfilm)
- 2016: Schloss Einstein (Fernsehserie, zwei Folgen)
- 2017: Kettcar: Sommer ’89 (Er schnitt Löcher in den Zaun) (Musikvideo)
- 2018: Tatort: Borowski und das Haus der Geister: (Fernsehreihe)
- 2020: Notruf Hafenkante: Die große Chance (Fernsehserie, eine Folge)